# Anomodon obscurus
Anomodon obscurus là một loài Rêu trong họ Thuidiaceae. Loài này được (Hedw.) A. Jaeger mô tả khoa học đầu tiên năm 1877.